# Serenata Guayanesa

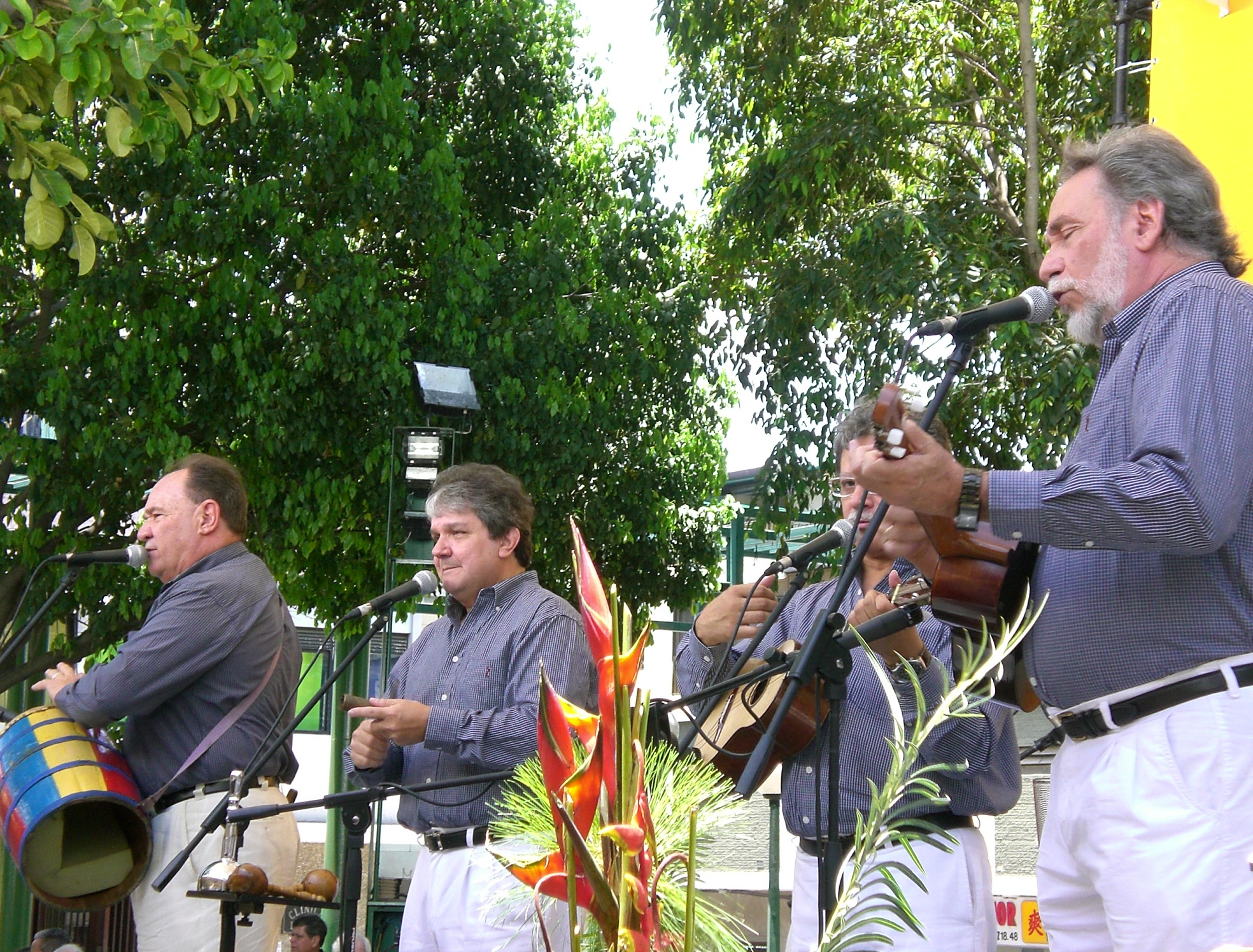
zespół Serenata Guayanesa

Serenata Guayanesa – wenezuelski zespół-instytucja, działający od 1971, wykonujący różne odmiany muzyki wenezuelskiej (muzykę ludową z llanos, walce z Andów, kalipso, rytmiczne utwory na bębny z Lary). Pierwszy skład zespołu tworzyli Hernán Gamboa, Mauricio Castro Rodríguez, Iván Pérez Rossi i César Pérez Rossi. W 1983 Gamboę zastąpił Miguel Ángel Bosch.
Wenezuela. Wyd. I. Warszawa: Mediaprofit Sp. z o.o., 2006, seria: Biblioteka "Gazety Wyborczej". ISBN 83-60174-19-9. Brak numerów stron w książce